# Ilka Endres
Ilka Endres (* 1970 in Aachen) ist ein deutsches Fotomodell sowie ehemalige deutsche Schönheitskönigin.
Sie erzielte je einen zweiten und einen ersten Platz bei Miss-Germany-Wahlen unterschiedlicher Veranstalter: 1990 erreichte sie im Finale der damaligen Miss Germany Company Platz 2 vor Verona Feldbusch. Daraufhin vertrat sie Deutschland bei der Miss-International-Wahl im September selben Jahres in Osaka.
Von der später gegründeten Miss Germany Association (MGA) wurde sie 1995 zur Miss Germany gewählt.
Im selben Jahr kandidierte sie im Mai bei der Miss Universe in Windhoek (Namibia) und erreichte am 23. Oktober bei der Miss Europe in Istanbul das Halbfinale.